# Красногрудый муравей-жнец
Красногрудый муравей-жнец (лат. Messor laboriosus) — вид муравьёв-жнецов рода Messor (триба Pheidolini, подсемейство мирмицины). Средняя Азия, Казахстан, Россия (Нижнее Поволжье), Закавказье. Пустынный вид, встречаются в оазисах, тугаях, низкогорьях и солончаках. Собирают семена растений. Длина 4—8,5 мм. Грудка — красная или красновато-коричневая (голова и брюшко тёмные). В Туркмении муравейники содержат до 10 тыс. и более муравьёв; некоторые ходы идут на глубину до 3,5 м (основные камеры расположены примерно на полуметровой глубине). Холмиков не строят, снаружи их земляные гнёзда заметны только по одному входу.
До 2018 года под красногрудым муравьём-жнецом понимался таксон Messor denticulatus, который затем стал рассматриваться в качестве синонима вида Messor laboriosus.